# 藤田勝也
藤田 勝也（ふじた まさや、1958年 - ）は日本の建築史家。工学博士。古代中世の住宅史が専門。発掘調査の成果を重視し、太田静六の「正規寝殿造」概念に批判的な一人。

## 経歴
- 1958年 大阪市生まれ
- 1982年 京都大学工学部建築学科卒業
- 1988年 京都大学大学院工学研究科博士課程建築学専攻修了、工学博士
- 1997年より福井大学助教授
- 2017年現在 関西大学環境都市工学部建築学科 教授

## 受賞
- 1992年　日本建築学会東海賞（1991年度、論文）
- 1993年　日本建築学会奨励賞（論文） (1.「宮中内侍所の建築的展開 - 院政期貴族住宅における家政機関の空間に関する研究」、12.「北対考」）
- 2004年　第8回建築史学会賞（2003年度『日本古代中世住宅史論』）
- 2006年　2005年度住宅総合研究財団助成研究選奨

## 著書
- 藤田勝也・古賀秀策編 『日本建築史』 昭和堂、1999年
- 『日本古代中世住宅史論』 中央公論美術出版、2003年
- 「平安京の変容と寝殿造・町屋の成立」 『古代社会の崩壊』 （シリーズ都市・建築・歴史　第2巻）東京大学出版会、2005年
- 『裏松固禅「院宮及私第図」の研究』 中央公論美術出版、2003年
- 「寝殿造と斎王邸跡」 『平安京の住まい』 京都大学学術出版会、2007年
- 「寝殿造とはなにか」 『平安京と貴族の住まい』 京都大学学術出版会、2012年
- 「平安・鎌倉時代の織戸、織戸中門」 『平安京の地域形成』 京都大学学術出版会、2016年
- 『平安貴族の住まい 寝殿造から読み直す日本住宅史』(歴史文化ライブラリー) 吉川弘文館、2021年 ISBN　9784642059206